# محمد هاشم درویش ذهبی شیرازی
میرزا محمد هاشم درویش ذهبی شیرازی، عارف والا مقام قرن ۱۲ و سی و سومین قطب سلسله ذهبیه است و در کنار مزار حافظ مدفون است

## زندگی[۱]
وی در شهر شیراز و بین سال‌های ۱۱۰۵ تا ۱۱۰۹ به دنیا چشم گشوده‌است در کودکی یتیم شد و جده اش تکفل وی را بر عهده داشت و در تربیت و تحصیل او فرونگذاشت، تحصیلات مقدماتی را در شیراز فرا گرفت و در ایام جوانی به اقتضای مشاغل خانواده‌اش (بیشتر خانواده مادری) که در خدمت دولت بودند وی هم به شغل دیوانی پرداخت و حتی به وزارت فارس هم نایل گشت.
پس از مدت کمی از مشاغل دیوانی افسرده و متوجه ترک و تجرید گردید و در همین ایام حاکم وقت تقیخان از فرمان نادر شاه سرپیچی کرد و قشونی به فرمان نادر شاه عازم شیراز شد و شهر را تصرف کرد و حکام و کارگزاران را برای محاکمه به اصفهان بردند که میزرا محمد هاشم هم بین ان‌ها بود.
خود میرزا محمد هاشم نقل می‌کند وقتی او را به محضر نادرشاه افشار بردند «حالتی در من پیدا شد که خود را بر نادرشاه غالب و قاهر می‌دیدم و اصلاً رعب و خوفی از او در خاطرم نمی‌یافتم و به او گفتم:نادر سلامت باد تقصیر از نادر است نه از تقیخان. نادر چون این سخن شنید برآشفت» پس از ان نادر به جای مجازات، سه هزار دینار او را جریمه کرد و ان جناب را مورد التفات بی‌نهایت ساخت و راهی شیراز نمود تا آنکه میرزا محمد هاشم به اتفاق موکب نادری وارد شیراز شد
مقارن آن که نادر از شیراز حرکت نمود انگشت شهادت دست راست میرزا محمدهاشم را شقاقلوسی پدید آمد و اطبا به قطع انگشت وی امر کردند.
خود او می‌گوید «در بین آن که انگشت مرا قطع می‌نمودند از باطن من آوازی برآمد که دیگر با این انگشت مرکب بر مهر دیوانیان می‌مالی؟»

## شروع سیر و سلوک[۱]
قراین نشان می‌دهد آغاز ترک و تجرید وی بین سنین ۲۸ و ۲۹ سالگی وی است وی ابتدا در شیراز به ریاضت پرداخت.
خود او می‌گوید
«بعلت کثرت ریاضت و ضعف قوای صوری کار به جایی رسید که صدا و آواز نقاره خانه را (خانه وی در ضلع شمالی مسجد اتابکان بوده) نمی‌شنیدم»
چندی بر نیامد که آتش طلب وی برای یافتن استاد بالا گرفت و راهی مسافرت شد

### مسافرتها
وی اول تمام اموال خویش را به فقرا بخشید سپس غالب شهرستانهای فارس را گشت و محضر جمعی از اولیا را درک نمود ولی مطلوب خویش را والا تر از آنها می‌دید به ناچار سر از اصفهان درآورد
| به ده سال او نهان در اصفهان بود |
| به نیم آورد قطب اصفهان بود      |
| شدی از اصفهان جمعی مریدش        |
| به هر کو طالبش دوری گزیدش       |

از زمان زندگی وی در اصفهان اطلاعات زیادی در دسترس نیست اما مسلم است وی ده سال در مدرسه نیم آورد اصفهان که قدیمی و دور افتاده بوده منزوی گشته و به ریاضات شاقه پرداخته و کراماتی از وی ظاهر گشته که مردم را به وی راغب ساخته بود اما وی از تمامی روی برمی‌تافت و تنها به درک صحبت عده ای پيران و مراشد من جمله میرزا شفیعاابرو (قطب سلسله نوریه) قناعت می‌ورزید با این حال هیچكدام آتش شوق این مجذوب سالک را فروننشاندند.
| به ابدال صفاهان کرد خدمت |  | شفیعا بودی او را پیر صحبت |
| ز فیض صحبت پیران ان خاک  |  | نشد جانش به وصل حق طربناک |

#### سفر دوم
چون تسکینی از ملاقات پیراول در اصفهان و ریاضاتش او را حاصل نشد به نجف اشرف کوچ کرد و در آن جا با شاه کوثر هندی (از خلفای سلسله شطاریه) آشنا شد و به دست او توبه و تلقین ذکر یافت
پس از ان از صفاهان او سفر کرد
نجف بگزید و در خاکش مقر کرد
رفیق صحبتش شه کوثر آمد
که بر پیران ان سامان سرآمد
به شه کوثر بسی بودند با هم
به سیر ملک معنی شاد و خرم
ولی تسکین درد دل نبودش
چه جذب حق دمادم میفزودش
ز شاه اولیا آمد اشارت
به برج الاولیا (شیراز) کردش حوالت
وی مراتب اربعه نفسانی و همین‌طور سه طور از طورهای هفتگانه قلب را در این سال‌ها پیموده بود و برای پیمودن طور چهارم قلب که حتماً به ولی کامل مکمل نیاز است و بدون او پیمودن این‌طور ممکن نیست از طرف علی بن ابی‌طالب ملهم شد که برای یافتن ولی کامل مکمل به شیراز بیاید
به‌طور چارمین طور ولایت
نیابد جز ز پیران کس هدایت

##### بازگشت به شیراز

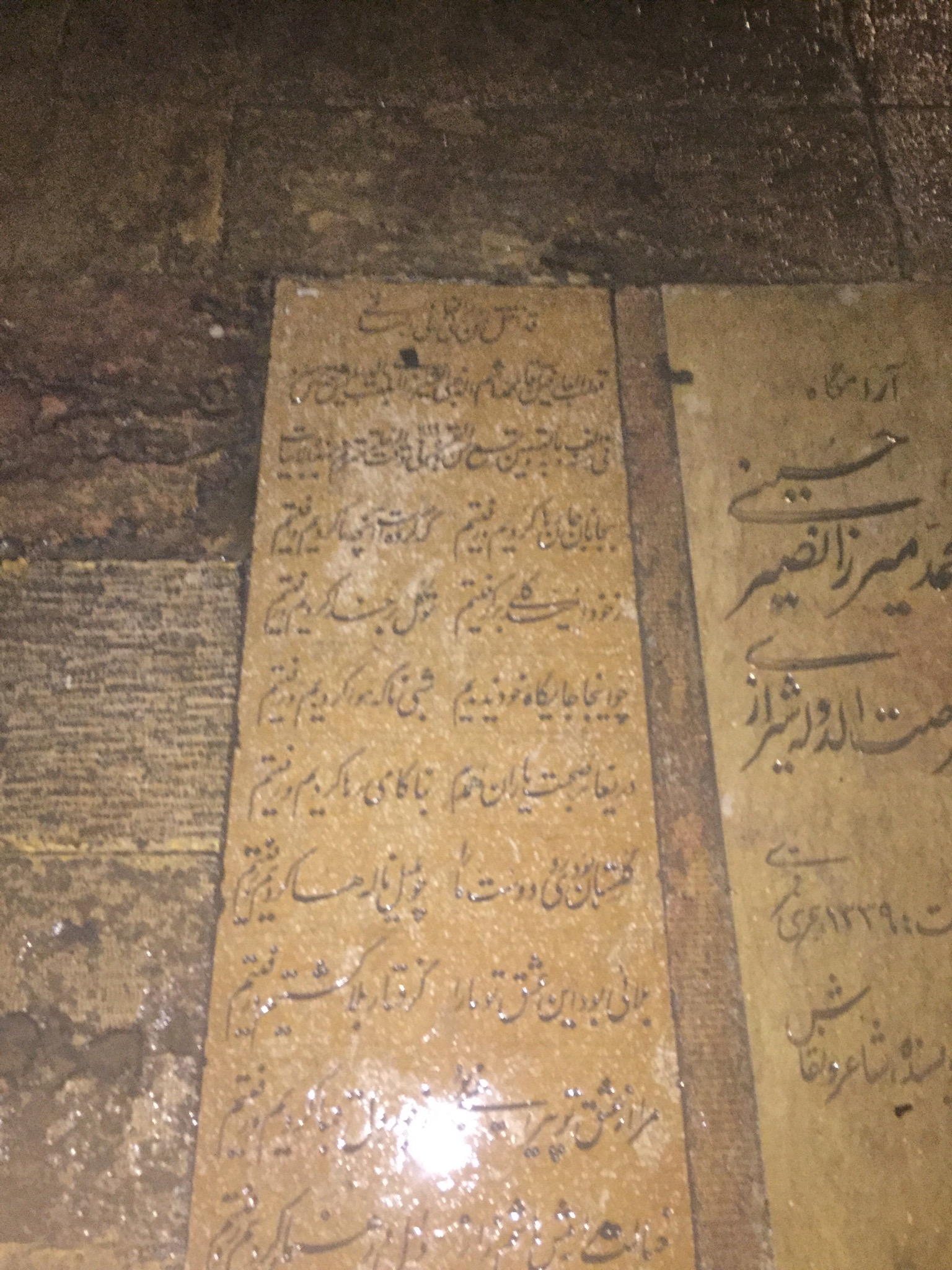
عکس سنگ قبر وی

پس از دریافت حواله از علی بن ابی طالب میرزا محمد هاشم بعد از بیست سال به شیراز بازگشت
او اول با میرزا محمد نسابه از مریدان شیخ علی نقی اصطهباناتی آشنا شد و از او دستوراتی گرفت از جمله خواندن آیات قران و تدبر در ان

انجام این دستور باعث شد وی آمادگی ملاقات پیر کامل را پیدا کند. وی اول اطلاع یافت که در کوه جنوبی شیراز پیری به نام شیخ علی سکونت دارد وقتی به محضر ان پیر مشرف شد ان پیر به او گفت چیزی از عمر من باقی نمانده که بر تربیت و تکمیل تو وفا نماید لیکن مرشد و راهنمای تو سید قطب‌الدین محمد نیریزی است و الحال در بقعه شاه داعی‌الله نزول فرمود هرگاه او را بیآبی کار تمام است
ز نیریزش دم رحمان وزیدی
قدوم سید قطب الدین رسیدی
میرزا محمد هاشم از همان کوه راه قبرستان دارالسلام و بقعه شاه داعی را در پیش گرفت وقتی به بقعه شاه داعی رسید سید قطب الدین هم تازه‌وارد شده بود
به چشم ان شه آمد چون جمالش
بشد از جان و دل مست وصالش
به شمع عارضش پروانه آمد
ز عشق روی او دیوانه آمد
سید قطب الدین با توجه به سختی هایی که میرزا محمد هاشم در این 20 سال دوری کشیده بود اول او را امر به استراحت و رفع کسالت و خستگی فرمود پس از ان که میرزا محمد هاشم ساعتی چند استراحت کرد به خدمت پیر خود امد و سید قطب الدین به او گفت
در اول جذبه قویه ای که داشتی و به واسطه شقاقلوس انگشت تو را قطع کردند من بودم که در دلت گفتم (انگشت بر مهر دیوانیان میزنی)بعد که از شیراز بیرون امدی من بودم که شش هزار وجه بر جیب تو ریختم و شقیعا ابرو در اصفهان و شاه کوثر هندی در عتبات وعده ملاقات و تربیت تو را با من فرمودند
پس از این میرزا محمد هاشم صیحه ای سوزناک کشید که چرا 20 سال مرا از خود دور نگه داشتی 

سید قطب الدین در جواب گفت
میترسیدم ان چه را میگویم اطاعت نکنی
پس از ان سید قطب الدین توبه مجدد و تلقین ذکر به او داد و میرزا محمد هاشم 12 سال به معشوق و مطلوب خود خدمت کردو در همه سفر ها با او بود تا اخرین سفر در نجف که چهار اربعین گذراند و سید قطب الدین او را خلیفه خود اعلام کرد و به رسم اقطاب سلسله ذهبیه که جانشینان خود را به نکاح دختر خود در می اورند دختر خود ملکه النسا را به عقد محمدهاشم در اورد

پس از ان میرزا محمد هاشم به همراه خانواده به شیراز بازگشت و بر مسند ارشاد نشست
به ان شه قطب دین وصلت نمودی
در دولت به رخسارش گشودی
بقرمودیش قطب الدین که ای یار
به صورت هم تمام امد تو را کار
به من امر امد از شاه ولایت
که بخشم بر تو توقیع هدایت
یکی فرمان ،وی از مهر و خط خویش
مزین کرد و بنهادیش در پیش
به حکم قطب دین ان شاه درویش
به شیراز امدی با زوجه خویش
در این شهر او اساس فقر بنهاد
دل طلاب حق زان شاه شد شاد
میرزا محمد هاشم 20 سال بر مسند ارشاد و قطبیت سلسله ذهبیه نشست
کریمخان زند که در زمره ارادت کیشان سید قطب الدین محمد بود با خلیفه وی هم نهایت احترام را داشت تا حدی که در لحظه موت سر خود را بر روی پاهای این قطب ذهبی گذاشته بود و در همان حال از دنیا رفته بود.

## اثار
مثنوی ولایتنامه
مثنوی بی نام
دیوان قصاید و غزلیات
رساله مناهل التحقیق
رساله چهارده نور

## ابیاتی از وی
ما علی را تا شناسا گشته ایم
لشکر نفس و هوا را کشته ایم
ای برادر روز و شب نام علی
بر زبان داری و از وی غافلی

بيا شيعه بشنو ثناي علي/صفا ده دلت از ولاي علي
به مهر علي دل منور بكن/تولا به ساقي كوثر بكن
شريعت بدان و طريقت بگير/حقيقت ببين از خوديها بمير